# Throw Down
Throw Down (柔道龍虎榜) è un film del 2004 diretto da Johnnie To.

## Trama
Sze-to Bo è un ex campione di judo depresso e alcolizzato, che ha abbandonato le competizioni da un po' di anni per cause sconosciute. L'attuale campione di judo, Tony, è un fan di Bo e lo sfida a un duello, seguito da un vecchio avversario di Bo, Lee Ah-kong, con le sue stesse intenzioni a causa di un'incompiuta competizione tra i due.
Mona è una donna di Taiwan con il sogno di diventare una cantante, costretta a prostituirsi dal suo malvagio manager. Quest'ultima decide quindi di rifugiarsi nel locale di Bo, unendosi con quest'ultimo nella ricerca del vecchio sensei, Cheng, che ha un figlio affetto da demenza, Ching. Cheng si offre quindi di allenare nuovamente Bo nel suo dojo.
Bo, tuttavia, rivela il vero motivo per cui ha rinunciato al judo: è affetto da glaucoma e la sua vista sta gradualmente diminuendo. Malgrado tutto, quando Cheng muore combattendo sul tatami, Bo si convince finalmente a tornare a combattere.